# Pieter Valckx

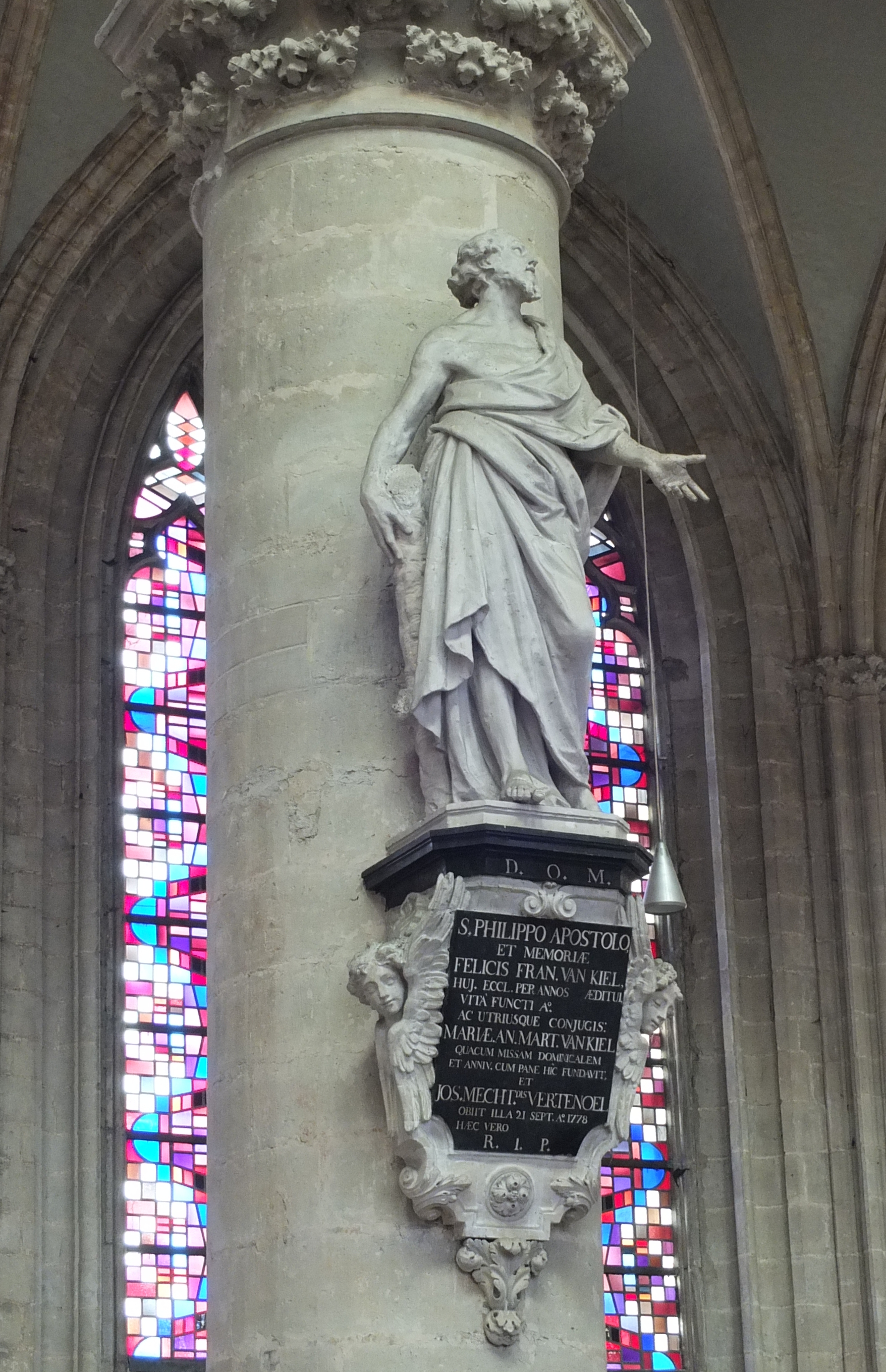
St-Filippus in Onze-Lieve-Vrouw-over-de-Dijlekerk

Pieter Valckx (Mechelen, 1 maart 1734 - aldaar 3 mei 1783) was een Vlaams beeldhouwer. Hij was een van de laatste vertegenwoordigers van de Vlaamse barok. Zijn bekendste werken maakte hij in en rond Mechelen.

## Werk
Valckx was een leerling van Theodoor Verhaegen.
Zijn beste werken (orgelkast en armenmeesterbanken) zijn te zien in Onze-Lieve-Vrouw-over-de-Dijlekerk en de Sint-Janskerk  te Mechelen.

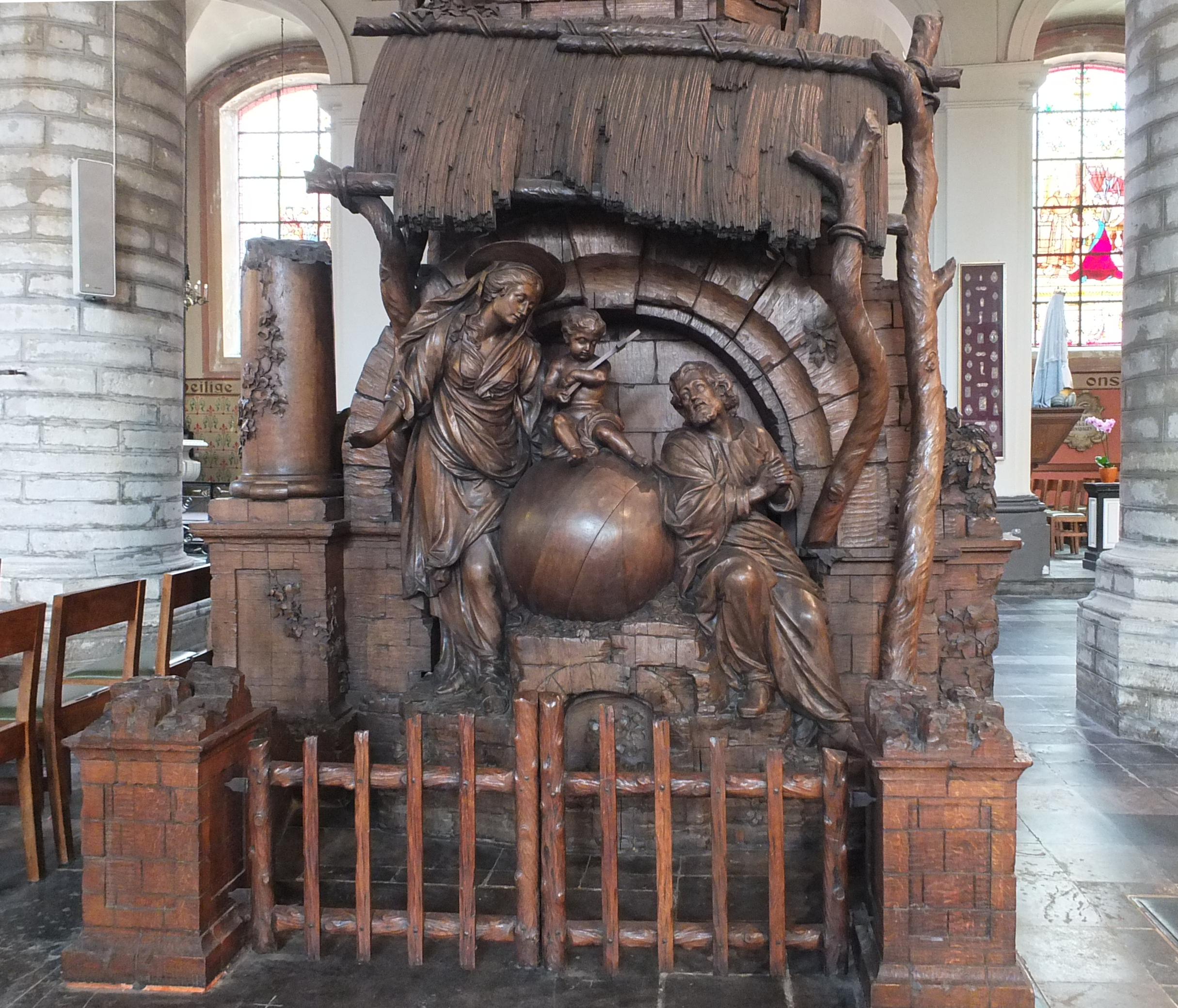
Sint-Janskerk (Mechelen)
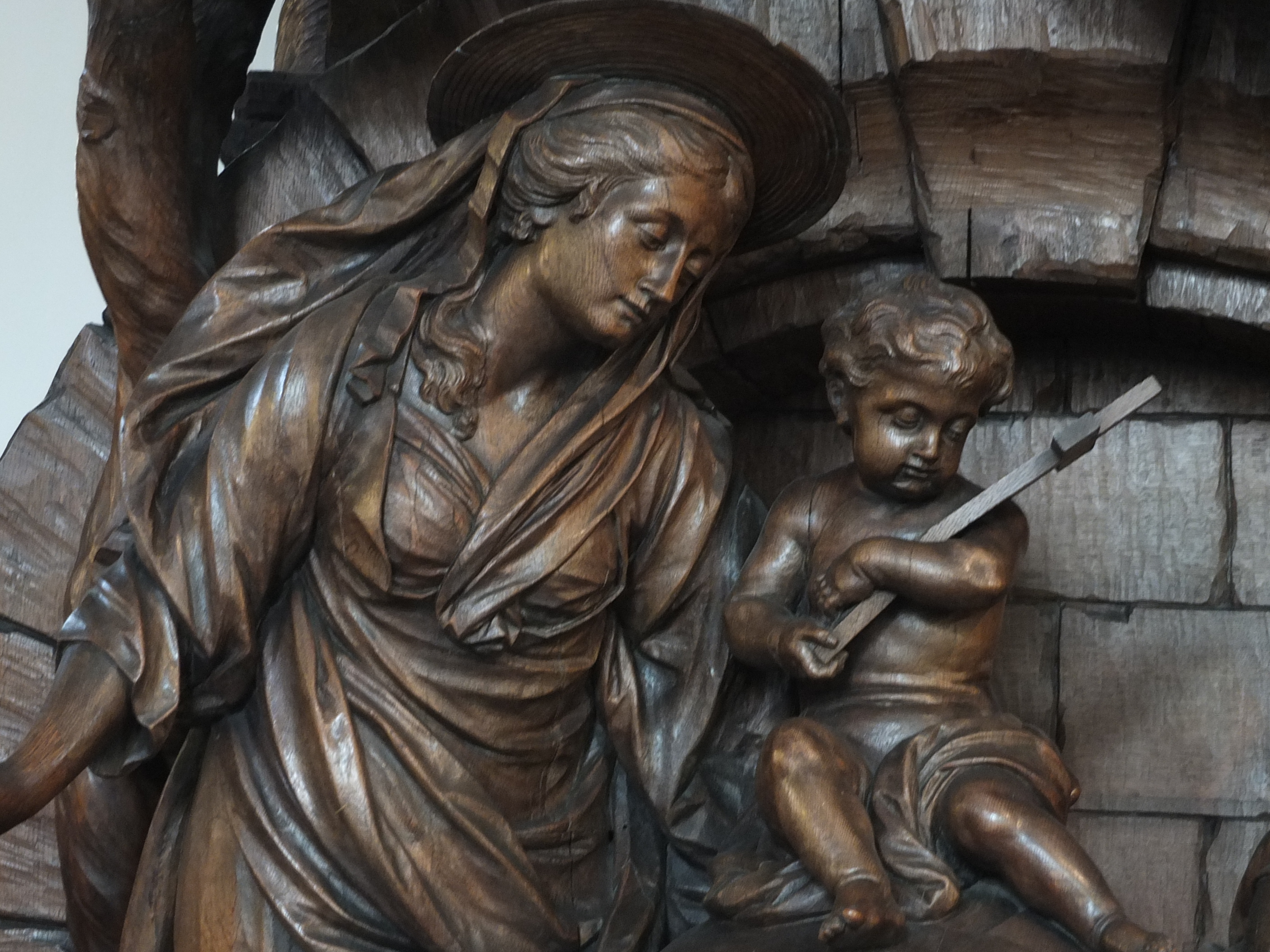
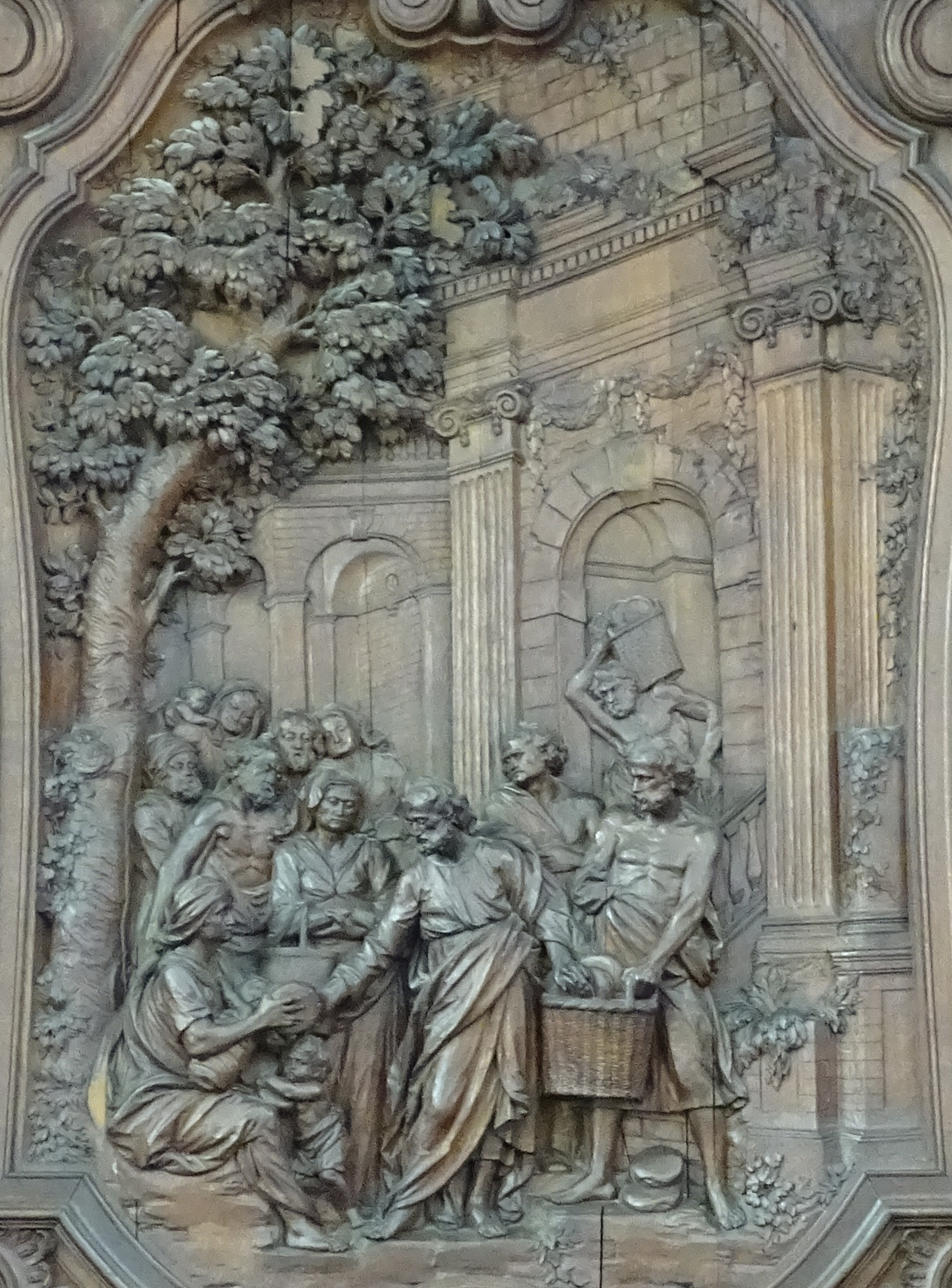
Sint-Janskerk (Mechelen)
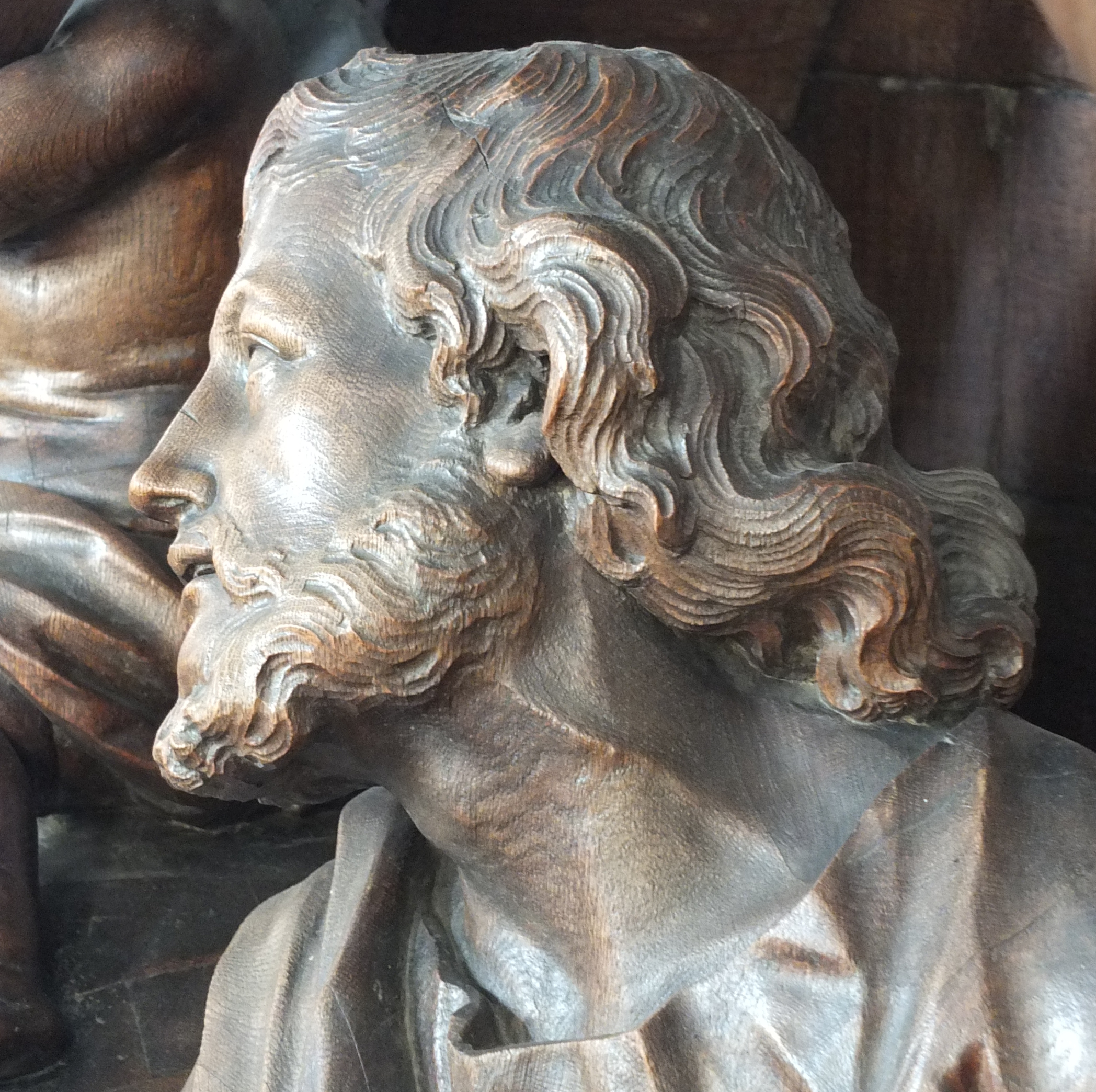

In de Sint-Germanuskerk te Tienen ziet men een monumentale preekstoel die omstreeks 1760 door Pieter Valckx gebouwd werd. Andere bekende werken van Valckx zijn te vinden in Brussel, Geel, Meerbeke, Tienen en Ternat.

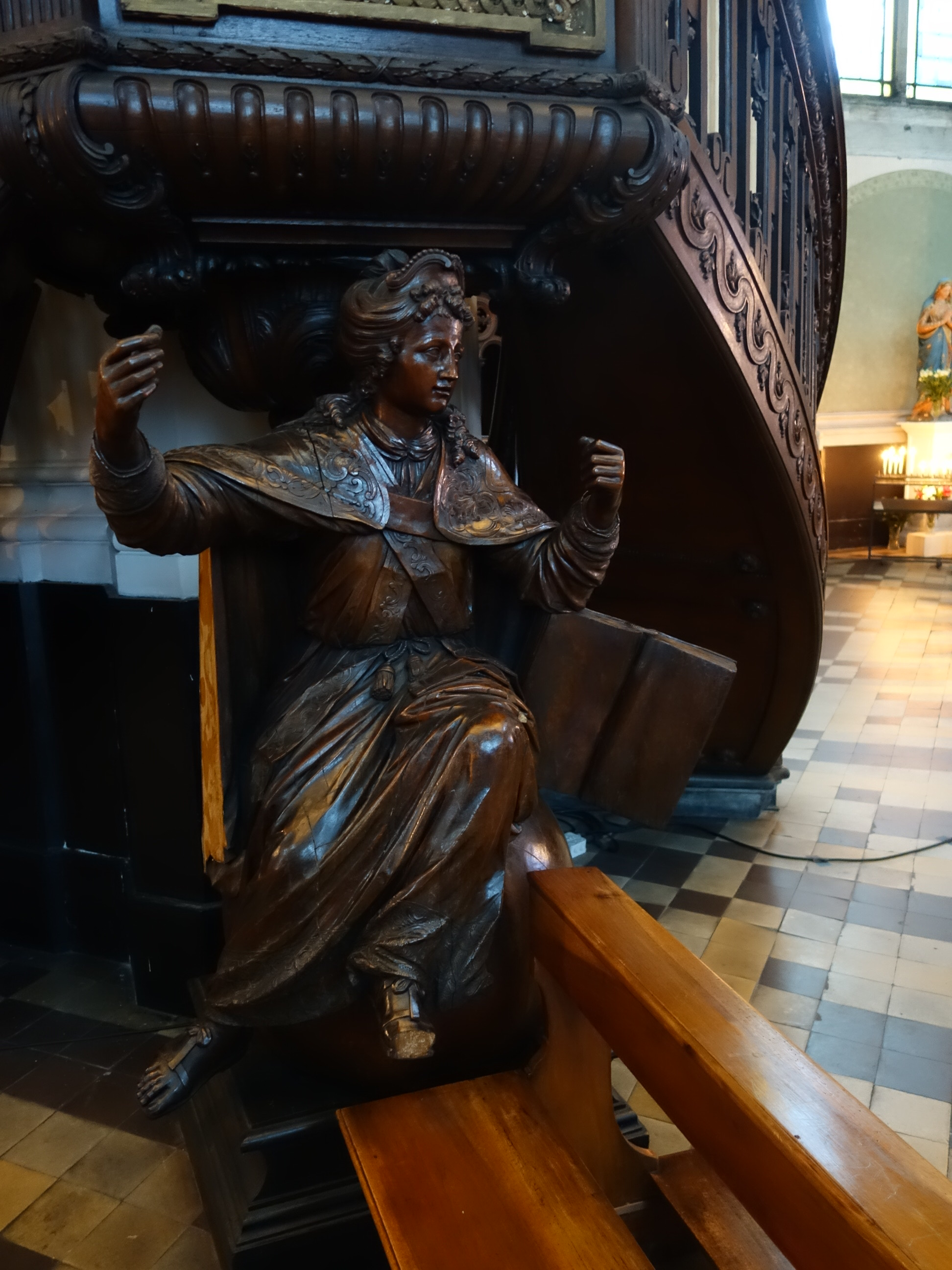
Brussel
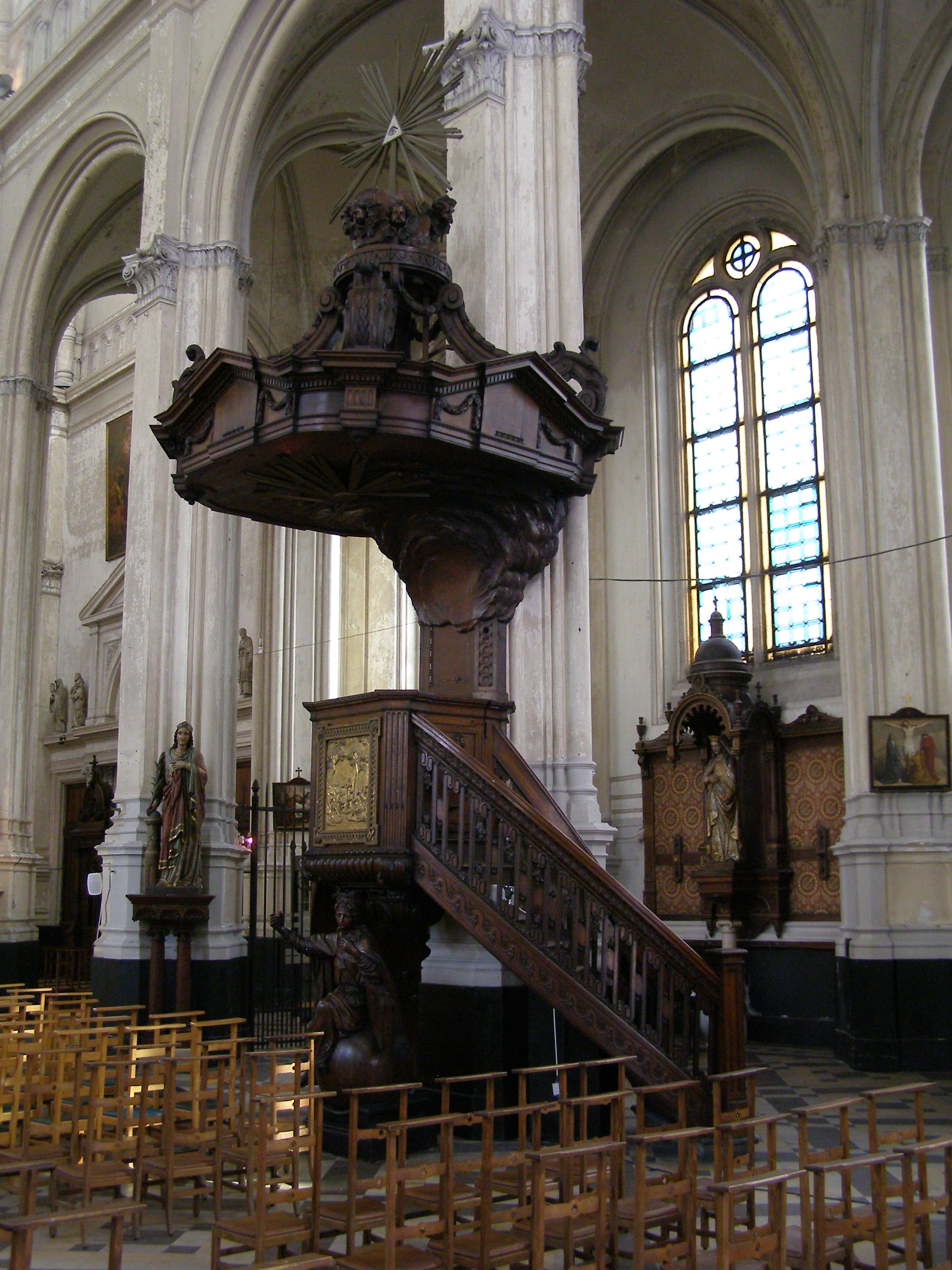
Brussel
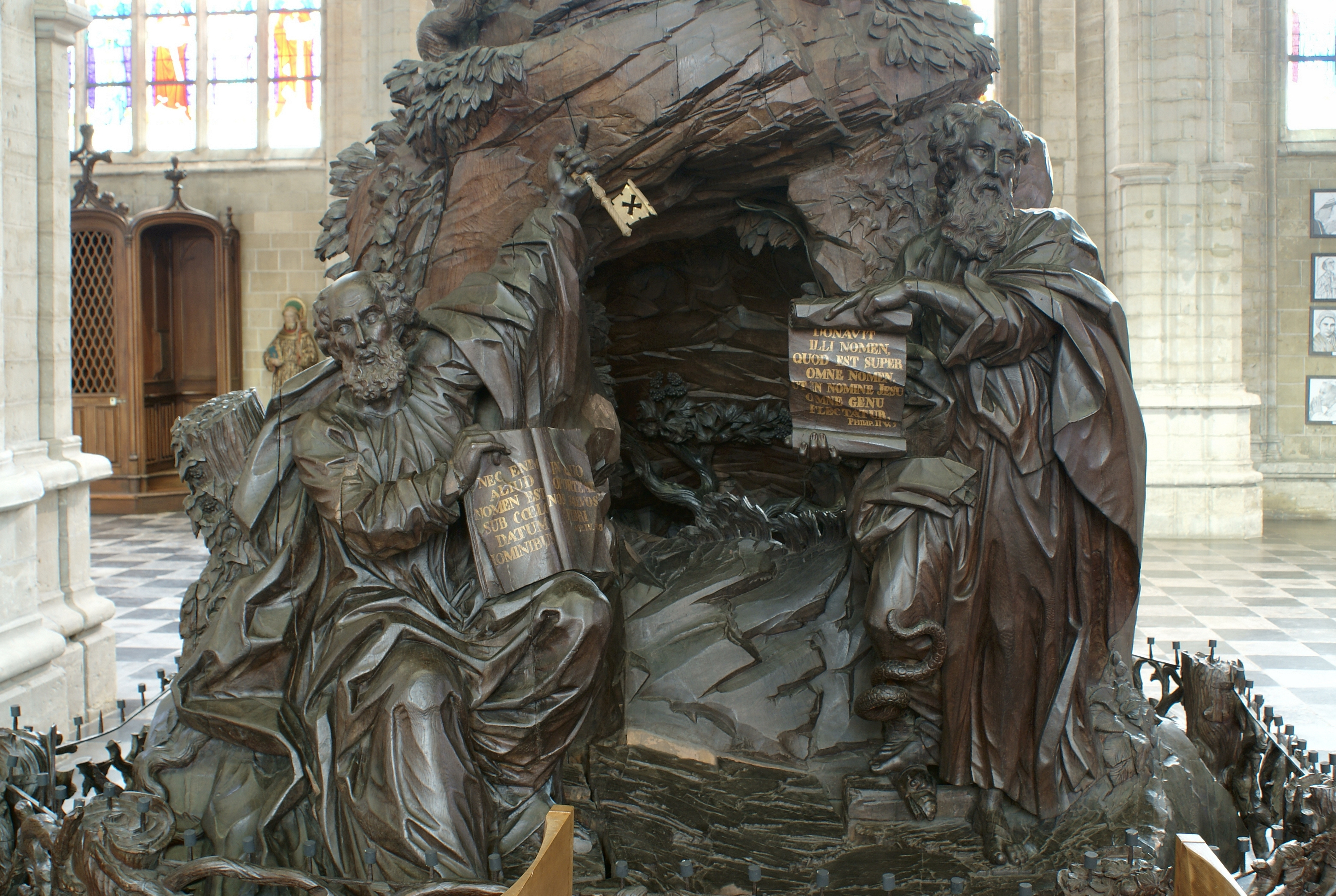
Tienen
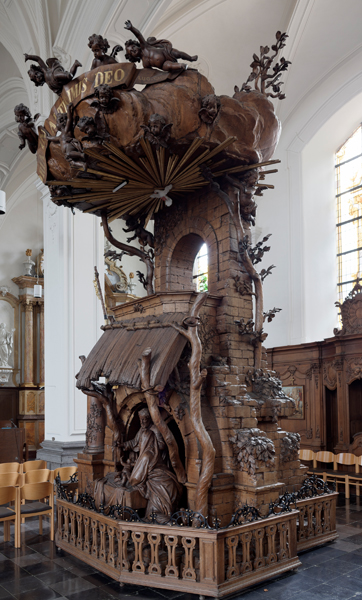
Meerbeke
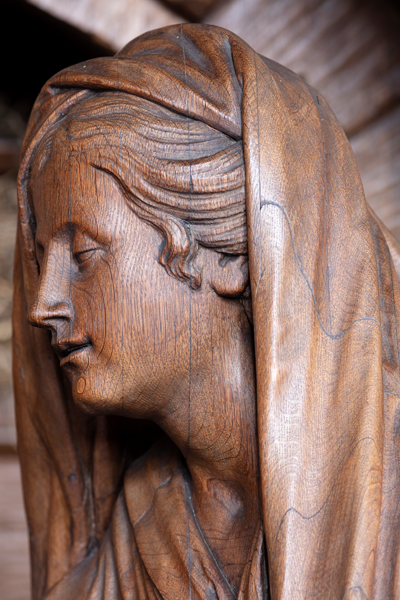
Meerbeke

- Union List of Artist Names: 500327381
- Virtual International Authority File: 309813236